# Седница Народне скупштине Републике Србије о државним симболима
Седница Народне скупштине Републике Србије о државним симболима односи се на ванредно заседање Народне скупштине Србије на тему државних амблема, одржано 17. августа 2004. године.
Постојала је једна тачка дневног реда: Предлог препоруке о коришћењу грба, заставе и химне Републике Србије.
У том периоду Србија и Црна Гора чине државну заједницу која је Уставном повељом имала прописане државне симболе. Додатно, чланом пет Устава Србије регулисано је да се по питању републичких амблема одлучује на референдуму.
Гласању народних посланика није претходила широка дискусија и дебата у јавности нити стручна изјашњавања или округли столови на тему државних симбола.
Председник скупштине Предраг Марковић заказао је заседање по процедури предвиђеној за хитне садржаје. Изостала је уобичајено уводно излагање председника, већ је реч дата представницима политичких странака и седница је отпочела у 10:55.

## Предложена решења
Посланици су се изјашњавали о грбу и застави по узору на званичне државне симболе Краљевине Србије.
За химну је изабрана Боже Правде Јована Ђорђевића, који су пре тога бројне политичке странке користиле на својим скуповима. Текст химне ја скраћен, односно избачени су делови који се односе на монархистичко уређење земље.

## Истакнути посланици о предложеним симболима
- Милош Алигрудић испред ДСС указао је на Уставом предвиђени процес за усвајање званичних симбола и додао да за претходних 14 година то није могло реализовати као и да треба искористити дати тренутак и постојање скупштинске већине. Дао је подршку оригиналним решењима односно тексту химне без избачених строфа.[3]
- Томислав Николић је у свом излагању указао на нашу незгоду да у вишестраначки систем уђемо а да не променимо обележја државе из које је проистекла вишестраначка Србија. Николић је изјавио да сматра како има још лепших песама у Србији али да су у странци потиснули афинитете и да су при ставу да Боже правде буде химна Србије..[3] Истакао је да док су радикали политички активни и политички успешни, Србија никада неће постати монархија.[2]
- Бојан Пајтић је сматрао да Србија данас неће добити државне симболе јер је у питању препорука која није правно обавезујући акт. Пајтић је сматрао да се ово питање мора поставити на референдум и указао је да Демократска странка интонира Боже правде од свог оснивања. Имао је замерке на грб и одређене детаље.[4]
- Горан Пауновић испред Г-17+ сматрао је да ће усвајањем нових државних симбола Србија вратити својим грађанима, својој држави, оно што јој је одувек припадало.[5]
- Зоран Ћирковић, посланик испред СПО - Нова Србија поздравио је усвајање нових симбола и поднео амандман којим се предвиђало задржавање интегралног текста химне Боже правде.[5]
- Ивица Дачић је изразио протест због симбола који означавају монархију. Истакао је да симболи показују да смо наследници Карађорђевића и Обреновића али не и Немањића. СПС није учествовала у гласању али је Дачић истакао да ће поштовати одлуку и да се никада неће поигравати са симболима Србије јер је патрија изнад свих партија.[6]

## Гласање
Након излагања посланика председавајући изјављује како је претрес завршен. Наводи да су два посланика поднели амандмане. Први амандман поднела је посланица Благица Костић, правовремено, док је други са закашњењем поднео посланик Есад Џуџевић. Посланицу Костић која је поднела захтев да за скупштинском говорницом прочита текст свог амандмана председавајући је одбио. Есад Џуџевић такође није добио реч.
Амандман посланице Костић о усвајању целовитог текста химне подржало је 21 посланика, 79 су била против а није гласало 77 од 178 посланика, чиме амандман није добио неопходну већину.
За предлог усвајања нових државних симбола гласало је 183 од 186 посланика, против није гласао нико а троје посланика није гласало.
Седница је завршена у 12:05.
У Службеном гласнику је истог дана објављен број са препоруком о употреби симбола.